# Lindneromyia hendricksoni
Lindneromyia hendricksoni är en tvåvingeart som först beskrevs av Kessel och Clopton 1970.  Lindneromyia hendricksoni ingår i släktet Lindneromyia och familjen svampflugor. Inga underarter finns listade i Catalogue of Life.